# Всеукраїнська експертна мережа
«Всеукраї́нська експе́ртна мере́жа» (ВЕМ) — український Інтернет-проект з міжнародною участю. Початок активного функціонування — 2006 рік. Об'єднує декілька тисяч експертів у різних галузях знань.
Всеукраїнська експертна мережа – це недержавне, незалежне, неполітичне віртуальне об’єднання представників наукової, культурної, творчої еліти. 

## Загальна характеристика
Всеукраїнська експертна мережа – це недержавне, незалежне, неполітичне віртуальне об’єднання представників наукової, культурної, творчої еліт. За час існування проекту (з осені 2005 року) зареєстрованими експертами ВЕМ стали понад 3650 фахівців різних галузей (з них 1790 є акредитованими) з усієї України. У січні 2007 року, за ініціативи експертів ВЕМ, було створено Всеукраїнську громадську організацію «Експерти України», яка у серпні 2007 року отримала науковий статус.
Створений на початку 2006 року портал «Всеукраїнська експертна мережа» (http://experts.in.ua [Архівовано 27 лютого 2007 у Wayback Machine.]) сьогодні є майданчиком для вільної комунікації, де можна почути не тільки експертну, а й громадську думку. За час існування порталу ВЕМ тут було опубліковано понад 20 000 різноманітних експертних матеріалів: аналітичних статей, наукових досліджень, монографій, доповідей, прогнозів, коментарів, проектів, відкритих листів тощо. На сьогоднішній день портал відвідали понад 750 000 осіб з понад 100 країн світу. Середня відвідуваність порталу сягає 1000-1300 осіб на добу.
Редакційна політика порталу «Всеукраїнська експертна мережа» будується за принципами демократичності, відкритості та неангажованості.
Всеукраїнська експертна мережа покликана сприяти ефективнішому використанню наукового і творчого потенціалу експертного співтовариства України:
- для розвитку української державності і консолідації суспільства;
- для ефективного рішення задач соціально-економічного розвитку країни;
- для зміцнення інтелектуального ресурсу нації.

## Задачі ВЕМ
ВЕМ ставить перед собою такі задачі:
- об'єднати в рамках мережі найбільш активних і професійно підготовлених фахівців в різних сферах соціально-економічного життя;
- залучити їх до творчих проектних розробок у стратегічних напрямах розвитку держави;
- забезпечити умови для професійної комунікації, а також наукової і творчої самореалізації експертів.

Основний механізм вирішення цих задач — створення і діяльність на базі проекту проектно-аналітичних груп експертів («Фабрик думок») з питань, що мають важливе значення як для держави загалом, так і для його основних інститутів влади і суспільства. Для цього ВЕМ створює для цього тимчасові творчі групи фахівців, діючі за принципом non-profit.
Для вирішення задач, які ставить перед собою ВЕМ у 2007 році створена всеукраїнська громадська організація «Експерти України».
ВЕМ — засновник премії «Експерт року»- Всеукраїнська громадська премія, присуджувана за видатний внесок у розвиток науки та культури України; заснована в 2006 році.

## Партнери
Ще на своїх початках партнером ВЕМ стала Києво-Могилянська академія, до якої згодом долучилися ряд наукових та аналітичних фундацій, зокрема Український центр економічних і політичних досліджень імені Олександра Разумкова , Український культурологічний центр (Донецьк), Всеукраїнський проект із захисту прав лікарів, Всеукраїнська спілка громадських організацій «Асоціація агенцій регіонального розвитку України» (ААРРУ), Донецьке відділення Наукового Товариства імені Шевченка , Всесвітня федерація молодих лідерів та підприємців Junior Chamber International (JCI), Центр дослідження засобів масової інформації «Інтермедіаком-Україна», Всесвітня федерація молодих лідерів та підприємців Junior Chamber International (JCI), аналітично-інформаційний журнал «Схід» , Прикарпатський науково-аналітичний центр та ін.

## Стан на 2007 рік
У січні 2007 року, за ініціативи експертів ВЕМ, було створено Всеукраїнську громадську організацію «Експерти України», яка у серпні 2007 року отримала науковий статус.
Створений на початку 2006 року портал «Всеукраїнська експертна мережа» сьогодні є майданчиком для вільної комунікації, де обговорюються найгостріші проблеми українського суспільства. Тут можна почути не тільки експертну, а й громадську думку. 
Протягом 2007 року на порталі ВЕМ було опубліковано близько 8 000 різноманітних експертних матеріалів: аналітичних статей, наукових досліджень, монографій, доповідей, прогнозів, коментарів, проектів, відкритих листів тощо. На квітень 2008 р. портал відвідали понад 750 000 осіб з понад 100 країн світу.